# Ilhas Kermadec

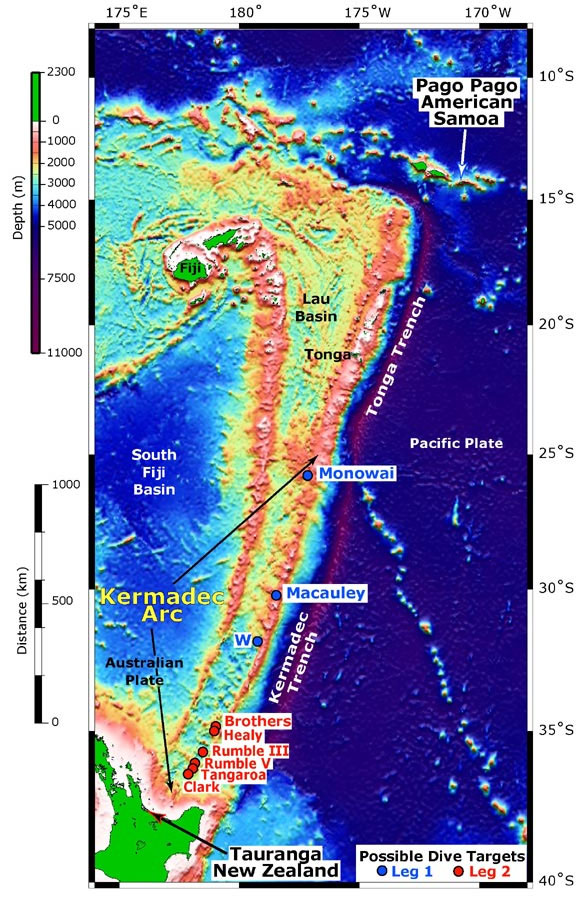

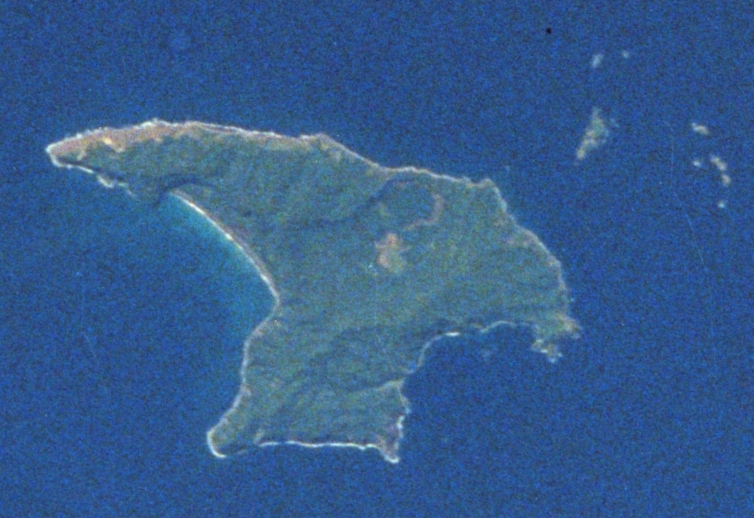
Ilha Raoul, a maior do arquipélago, vista do espaço.

As Ilhas Kermadec formam um arquipélago que pertence à Nova Zelândia,  próximo das ilhas Fiji. O seu nome é uma homenagem ao navegador francês Jean-Michel Huon de Kermadec.
Com exceção de uma estação meteorológica na Ilha Raoul, o arquipélago não possui população permanente.